# Beckenhof (Berg bei Neumarkt in der Oberpfalz)
Beckenhof ist ein Gemeindeteil der Gemeinde Berg bei Neumarkt in der Oberpfalz im Landkreis Neumarkt in der Oberpfalz in Bayern.

## Geographie
Der Weiler liegt im Oberpfälzer Jura auf 433 m ü. NHN südlich des Gemeindesitzes und nordöstlich des Schloßberges (550 m ü. NHN) mit der Burgruine Heinrichsbürg.

## Geschichte
Der Hof ist 1515 im Haimburger Salbuch erwähnt, er gehörte „mit alle Obrigkeit“ zum nürnbergisch-reichsstädtischen Pflegamt Burgruine Haimburg. Damaliger Untertan war Hans Voigt zu Berg. Gegen Ende des Alten Reiches, um 1800, bestand Beckenhof aus zwei Halbhöfen der Unteren Hofmark Berngau. Auf beiden Höfen saß eine Familie Fleischmann. Die Hochgerichtsbarkeit übte das kurfürstliche Schultheißenamt Neumarkt aus.
Im Königreich Bayern (1806) gehörte Beckenhof zum Steuerdistrikt Loderbach, dann zur Ruralgemeinde Loderbach, bis diese im Zuge der Gebietsreform in Bayern nach Berg eingemeindet wurde. 1836 heißt es im Repertorium zum topographischen Atlasblatt Neumarkt: „Baeckerhof, E[inöde] bey Richtheim, 2 H[äuser]“. Heute sind in Beckenhof zwölf Hausnummern vergeben.

### Einwohnerentwicklung
- 1840: 11 (2 Häuser)[6]
- 1900: 14 (2 Wohngebäude)[7]
- 1937: 13[8]
- 1950: 20 (2 Wohngebäude)[9]
- 1970: 15[10]
- 1987: 15

## Verkehrsanbindung
Beckenhof ist vom Südwesten des Gemeindesitzes über eine jenseits des Ludwig-Donau-Main-Kanals von der Heinrichsburgstraße nach Süden abzweigende Straße zu erreichen. Eine zweite Zufahrtsmöglichkeit besteht über die Richtheimer Hauptstraße in Richtheim, die im Westen den Kanal unterquert.